# Stará Ves (district de Přerov)
Pour les articles homonymes, voir Stará Ves.
Stará Ves (en allemand : Altendorf) est une commune du district de Přerov, dans la région d'Olomouc, en République tchèque. Sa population s'élevait à 619 habitants en 2020.

## Géographie
Říkovice se trouve à 10 km au sud-sud-est de Přerov, à 30 km au sud-est d'Olomouc et à 233 km à l'est-sud-est de Prague.
La commune est limitée par Přestavlky et Dobrčice au nord, par Kostelec u Holešova à l'est, par Němčice au sud, et par Žalkovice et Říkovice à l'ouest.

## Histoire
La première mention écrite de la localité date de 1261.

## Transports
Par la route, Stará Ves se trouve à 12 km de Přerov, à 36 km d'Olomouc et à 283 km de Prague.